# Villa Devoto (Mar del Plata)
Villa Devoto è una storica residenza della città di Mar del Plata in Argentina.

## Storia
La villa, commissionata dalla signora Juana González de Devoto, è opera dell'architetti argentini Alejandro Bustillo e Luís Dates e risale al 1918.
Nel 2020 voci circolanti circa la demolizione della villa portarono al lancio di una petizione per poter salvare l'edificio; tuttavia, il municipio ha negato l'esistenza di un progetto che avesse il proposito di demolire l'antica residenza.

## Descrizione
La villa presenta uno stile neonormanno che la inserisce nella corrente dell'architettura pittoresca, molto in voga in Argentina nella prima metà del XX secolo. La facciata presenta un rivestimento in pietra al piano terreno e un rivestimento a falso graticcio ai piani superiori.
L'edificio è costituito da due corpi di fabbrica principali disposti perpendicolarmente: la casa principale, ridossata sulla parte nord-orientale del lotto, e la dipendenza di servizio, di minori dimensioni, ridossata invece sulla parte nord-occidentale del lotto. Le due parti sono unite nell'angolo settentrionale da un porticato ottagonale posizionato al primo piano al quale si accede tramite una scala esterna semicoperta.
La pietra utilizzata nella costruzione dell'edificio è stata estratta da cave locali.